# Minamoto no Mitsunaka
Minamoto no Mitsunaka est un nom japonais traditionnel ; le nom de famille (ou le nom d'école), Minamoto, précède donc le prénom (ou le nom d'artiste).
Minamoto no Mitsunaka (源 満仲, 29 avril 912 ?-6 octobre 997), fils de Minamoto no Tsunemoto, est un samouraï et fonctionnaire de cour de l'époque de Heian de l'histoire du Japon. Mitsunaka appartient à la branche Seiwa-Genji du clan Minamoto qui fait remonter son origine à l'empereur Seiwa. Il sert loyalement (si pas de façon désintéressée)[pas clair] plusieurs régents Fujiwara successifs (sesshō et kanpaku) à commencer par Fujiwara no Morotada.
Mitsunaka s'allie avec ce dernier en 969, impliquant Minamoto no de Takaakira — principal rival politique de Morotada — dans un complot contre le trône. Il n'est pas clair si ces accusations sont vraies mais Takaakira est envoyé en exil, plaçant Mitsunaka fermement dans les bonnes grâces de Morotada. Plus tard, Mitsunaka aide Fujiwara no Kaneie dans son complot visant à contraindre l'empereur Kazan à prendre ses vœux bouddhistes et à abdiquer en faveur du petit-fils de Fujiwara âgé de sept ans.
L'association de Mitsunaka avec le clan Fujiwara fait de lui l'un des courtisans les plus riches et les plus puissants de son époque. Il est le gouverneur par intérim (kokushi) de dix provinces du Japon, notamment elle de Settsu, qui devient le pilier de sa puissance militaire et économique. En outre, Mitsunaka hérite du titre de son père chinjufu-shōgun, commandant en chef de la défense du Nord. La relation protecteur/client entre les Fujiwara et les Seiwa-Genji continue pendant près de deux cents ans après la mort de Mitsunaka. De fait, les Seiwa-Genji en viennent à être connus comme « les dents et les griffes » des Fujiwara.
Mitsunaka épouse la fille de Minamoto no Suguru, de la branche Saga-Genji des Minamoto. Il a trois fils : Minamoto no Yorimitsu (devenu le héros d'un grand ensemble de pièces de folklore), Minamoto no Yorinobu et Minamoto no Yorichika.
Dans ses dernières années, Mitsunaka se retire dans son manoir de Tada, ville située dans la province de Settsu. Pour cette raison, il est également connu en tant que « Tada Manjū » (« Manjū » est la lecture sino-japonaise des caractères pour « Mitsunaka »). Ses descendants sont parfois appelés les Settsu-Genji ou les Tada-Genji.
Mitsunaka apparaît dans l'anime Otogi-zōshi, ainsi que des versions romancées d'un certain nombre d'autres personnages historiques.

## Source de la traduction
- (en) Cet article est partiellement ou en totalité issu de l’article de Wikipédia en anglais intitulé « Minamoto no Mitsunaka » (voir la liste des auteurs).